# Nguyễn Phúc Nhu Thục
Nguyễn Phúc Nhu Thục (chữ Hán: 阮福柔淑; 16 tháng 12 năm 1819 – 1886), phong hiệu An Cát Công chúa (安吉公主), là một công chúa con vua Minh Mạng nhà Nguyễn trong lịch sử Việt Nam.

## Tiểu sử
Hoàng nữ Nhu Thục sinh ngày 29 tháng 10 (âm lịch) năm Kỷ Mão (1819), là con gái thứ chín của vua Minh Mạng, mẹ là Tứ giai Huệ tần Trần Thị Huân. Công chúa là con đầu lòng của bà Huệ tần.
Năm Thiệu Trị thứ 3 (1843), công chúa Nhu Thục lấy chồng là Phò mã Đô úy Nguyễn Phú, người Tống Sơn, Thanh Hóa. Phò mã Phú là con trai của Chưởng phủ sự Tân Long hầu Nguyễn Xuân. Công chúa và phò mã có với nhau một con trai và hai con gái.
Năm Tự Đức thứ 2 (1849), Kỷ Dậu, phò mã Phú mất. Năm thứ 7 (1854), bà Nhu Thục được phong làm An Cát Công chúa (安吉公主).
Năm Tự Đức thứ 23 (1870), em cùng mẹ với Nhu Thục là Xuân Hòa Công chúa Thục Tư làm chuyện bất chính, bị giáng làm Tôn nữ, phế bỏ phong hiệu Công chúa. Vua giao Thục Tư cho bà Nhu Thục và phủ Tôn Nhân dạy bảo. Năm thứ 28 (1875), công chúa Nhu Thục xin cho em gái mình được phục vị, phủ Tôn nhân tâu lên, được vua Tự Đức chấp thuận.
Năm Đồng Khánh thứ nhất (1886), công chúa Nhu Thục mất, thọ 68 tuổi, thụy là Mỹ Thục (美淑). Mộ của bà được táng tại Nguyệt Biều (thuộc Hương Thủy, Thừa Thiên - Huế).